# Oberschiltern
Oberschiltern ist ein Ortsteil der Stadt Dorfen im oberbayerischen Landkreis Erding. Der Weiler liegt circa drei Kilometer südöstlich von Dorfen.
Am 1. Juli 1972 wurde Oberschiltern als Teil der ehemals selbständigen Gemeinde Schiltern zu Dorfen eingemeindet.

Oberschiltern von Nordnordost

## Baudenkmäler
Siehe auch: Liste der Baudenkmäler in Oberschiltern

St. Kastulus, der um 1625 im spätgotischen Stil errichtete Bau ist von der Größe her, fast noch eine Kapelle. Im 3-jochigem Innern mit ⅜-Schluss hat sie ein schwach ausgebildetes Kreuzgewölbe mit stabförmigen Rippen. Im Westen besitzt das Kirchlein einen Spitzhelm-Dachreiter.
Im Inneren zeigt sich der Sakralbau im heruntergekommenen Zustand, der Bau und die Ausstattung bedarf eine dringende umfangreiche Sanierung und Restaurierung. Das Kirchlein wird nach Aussage des Mesners von der Pfarrei auf Anraten der Diözese Freising aufgegeben.